# Liste der Biografien/Dip
Liste der Biografien |
Portal Biografien |
Personensuche
# |
A |
B |
C |
D |
E |
F |
G |
H |
I |
J |
K |
L |
M |
N |
O |
P |
Q |
R |
S |
T |
U |
V |
W |
X |
Y |
Z |
?
 
Da |
Db |
Dc |
Dd |
De |
Dg |
Dh |
Di |
Dj |
Dk |
Dl |
Dm |
Dn |
Do |
Dq |
Dr |
Ds |
Du |
Dv |
Dw |
Dy |
Dz
 
Dia |
Dib |
Dic |
Did |
Die |
Dif |
Dig |
Dih |
Dij |
Dik |
Dil |
Dim |
Din |
Dio |
Dip |
Diq |
Dir |
Dis |
Dit |
Diu |
Div |
Diw |
Dix |
Diy |
Diz
Die Liste der Biografien führt alle Personen auf, die in der deutschsprachigen Wikipedia einen Artikel haben. Dieses ist eine Teilliste mit 69 Einträgen von Personen, deren Namen mit den Buchstaben „Dip“ beginnt.

## Dip

### Dipa
- Đipalo, Vedran (* 1977), kroatischer Boxer
- Dipanda, Adrien (* 1988), französischer Handballspieler
- Dipanda, Charlotte (* 1985), kamerunische Afropop-Sängerin
- Dipangkorn Rasmijoti (* 2005), thailändischer PrinzDipangkorn Rasmijoti (* 2005)

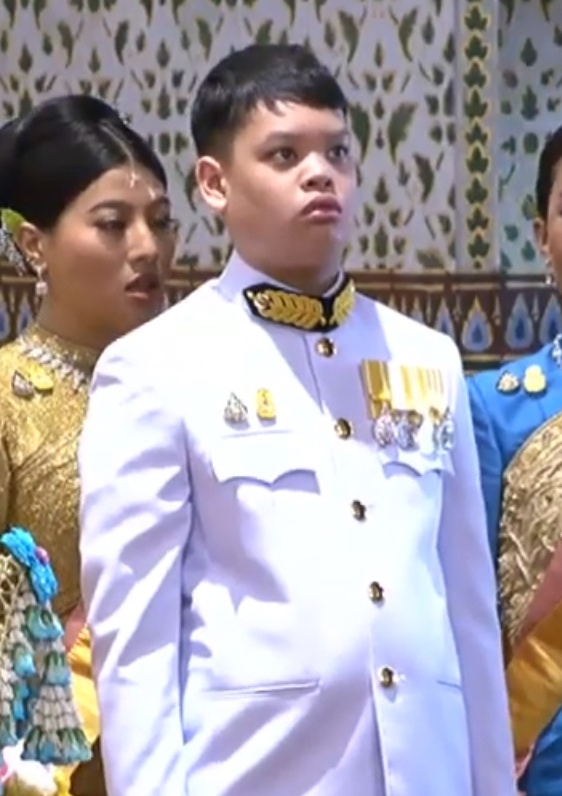
Dipangkorn Rasmijoti (* 2005)

- DiPaolo, Dante (1926–2013), US-amerikanischer Tänzer und Schauspieler

### Dipe
- Dipeba, Justice (* 1974), botswanischer Sprinter
- Dipendra (1971–2001), nepalesischer König
- DiPenta, Joe (* 1979), kanadischer Eishockeyspieler
- DiPerna, Ronald (1947–1989), US-amerikanischer Mathematiker
- DiPersia, Alexander (* 1982), US-amerikanischer Schauspieler
- DiPersio, Vince, US-amerikanischer Dokumentarfilmer und Filmproduzent

### Diph
- Diphilos, griechischer Koroplast

### Dipi
- Dipiazza, Roberto (* 1953), italienischer Unternehmer und Politiker (PDL)
- DiPiazza, Samuel A. (* 1950), US-amerikanischer Manager
- DiPietro, Joe (* 1961), US-amerikanischer Bühnenautor
- DiPietro, Paul (* 1970), schweizerisch-kanadischer Eishockeyspieler
- DiPietro, Rick (* 1981), US-amerikanischer Eishockeyspieler
- DiPillo, Rachel (* 1991), US-amerikanische Schauspielerin
- Dipiní, Carmen Delia (1927–1998), puerto-ricanische Sängerin

### Dipl
- Diplich, Hans (1909–1990), deutscher Vertriebenenfunktionär
- Diplock, Kenneth, Baron Diplock (1907–1985), britischer Jurist

### Dipn
- Dipna Lim Prasad (* 1991), singapurische Sprinterin und Hürdenläuferin

### Dipo
- Dipo Negoro (1785–1855), indonesischer Freiheitskämpfer auf Java
- Dipoinos, griechischer Bildhauer
- Dipol, Alessia (* 1995), italienisch-indisch-togoische Skirennläuferin

### Dipp
- Dippe, Eugen (1852–1919), preußischer Landrat im Kreis Elbing, Provinz Westpreußen (1883–1888)
- Dippe, Hugo (1855–1929), deutscher Arzt
- Dippe, Kai (* 1990), deutscher Handballspieler
- Dippé, Mark A. Z. (* 1956), japanisch-amerikanischer Filmregisseur und Filmproduzent
- Dippe, Yorck (* 1969), deutscher Schauspieler und Hörspielsprecher
- Dippel, André (* 1974), deutscher Radsportler
- Dippel, Andreas (1866–1932), deutschamerikanischer Opernsänger (Tenor), Theaterschauspieler und -leiter sowie Impresario und Gesangspädagoge
- Dippel, Andreas von (1772–1837), bayerischer Bergrat und Landtagsabgeordneter
- Dippel, Christian (* 1947), deutscher Radsportler
- Dippel, Dietmar von (1943–2009), deutscher Rechtsanwalt und Notar
- Dippel, Hans (1893–1945), deutscher Politiker (NSDAP), MdR und SA-Führer
- Dippel, Horst (* 1942), deutscher Historiker und Hochschullehrer
- Dippel, Johann Konrad (1673–1734), deutscher Alchemist, Arzt und Theologe (Pietist)Johann Konrad Dippel (1673–1734)

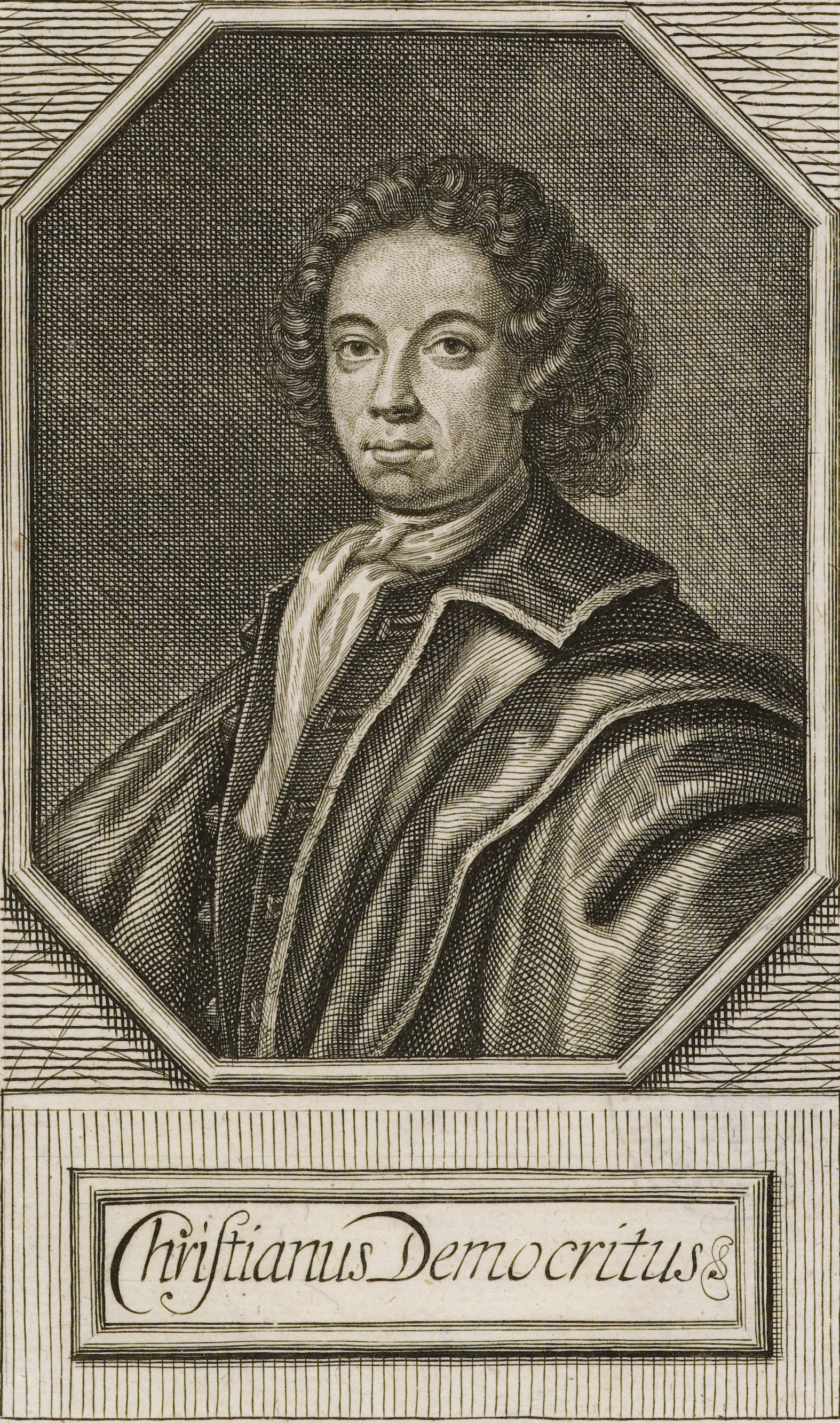
Johann Konrad Dippel (1673–1734)

- Dippel, Joseph (1840–1915), deutscher Theologe und Autor
- Dippel, Julia (* 1984), deutsche Theater- und Opernregisseurin und Autorin
- Dippel, Leopold (1827–1914), deutscher Botaniker
- Dippel, Sabine (* 1969), deutsche Hochschullehrerin an der Hochschule Hannover
- Dippel, Sarah (* 1981), deutsche Journalistin und Fernsehmoderatorin
- Dippel, Wolfgang (* 1954), deutscher Politiker (CDU)
- Dippelhofer, Otto (1909–1989), deutscher Jurist, Brigadegeneral im Bundesgrenzschutz
- Dippelhofer-Stiem, Barbara (* 1951), deutsche Soziologin
- Dippell, Carl Eduard (1855–1912), finnischer Architekt
- Dipper, Christof (* 1943), deutscher Neuzeithistoriker und Hochschullehrer
- Dipper, Edmund (1871–1933), deutscher Allgemeinmediziner, Gynäkologe und Hochschullehrer
- Dipper, Heinrich (1868–1945), deutscher Theologe, lutherischer Pfarrer in Stuttgart und Direktor der Basler Mission
- Dipper, Heinrich (1902–1987), deutscher Verwaltungsjurist und Ministerialbeamter
- Dipper, Theodor (1903–1969), deutscher Theologe und Organisator der Württembergischen Pfarrhauskette
- Dippold, Günter (* 1961), deutscher Historiker und Volkskundler
- Dippold, Hans (1876–1958), deutscher Jurist und Verwaltungsbeamter
- Dippold, Harald (* 1943), deutscher Radrennfahrer
- Dippold, Katie (* 1980), US-amerikanische Drehbuchautorin, Improvisationskomikerin und Schauspielerin
- Dippold, Richard (1891–1963), deutscher Politiker (CDU), MdL
- d’Ippolito di Sant’Ippolito, Carlo (1933–2022), italienischer Großkomtur des Malteserordens
- D’Ippolito, Gennaro (* 1936), italienischer Gräzist und Neogräzist
- d’Ippolito, Guido (1894–1933), italienischer Autorennfahrer
- Dippon, Karl (1901–1981), deutscher Weingärtner und Politiker (CDU), MdL
- Dippon, Peter (* 1972), deutscher Frankreichwissenschaftler, Betriebswirt und Hochschullehrer
- Dippon, Werner (* 1948), deutscher Chorleiter

### Dipr
- DiPrete, Edward D. (1934–2025), US-amerikanischer PolitikerEdward D. DiPrete (1934–2025)

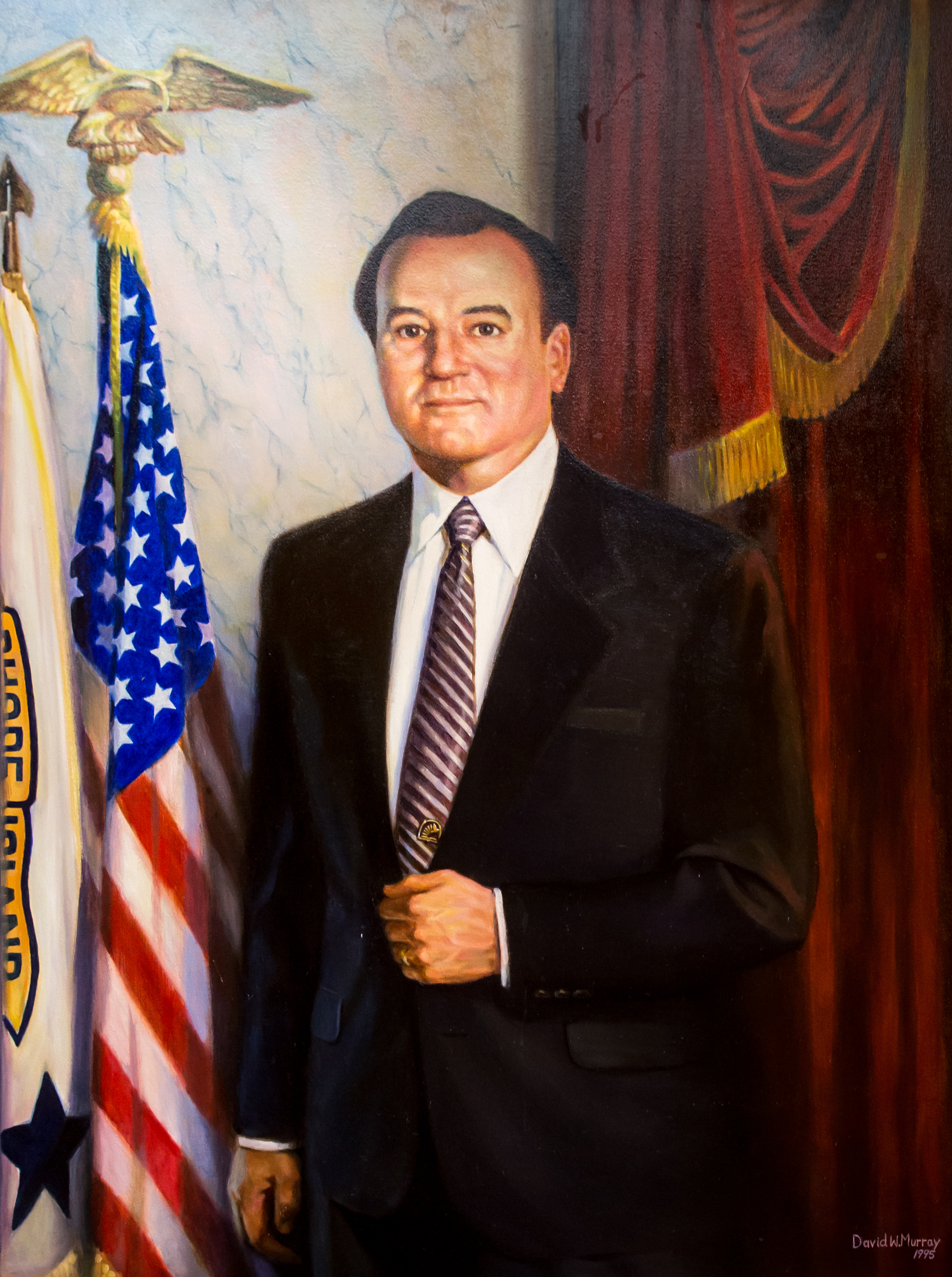
Edward D. DiPrete (1934–2025)

- DiPrima, Diane (1934–2020), US-amerikanische Schriftstellerin

### Dipt
- Diptan, Marija (* 1988), ukrainische Badmintonspielerin

### Dipy
- Dipy, Pierre († 1709), Maronit, Orientalist und Bibliothekar
- Dipylon-Maler, griechischer Vasenmaler
- Dipylon-Meister, attischer Bildhauer